# Curba uitării

O reprezentare a curbei uitării care arată că informațiile reținute se reduc la jumătate după fiecare zi

Curba uitării formulează ipoteza declinului retenției memoriei în timp. Această curbă arată modul în care informațiile se pierd în timp atunci când nu există nicio încercare de a le reține. Un concept conex este forța memoriei, care se referă la durabilitatea pe care memoria o lasă în creier. Cu cât memoria este mai puternică, cu atât mai lungă este perioada de timp în care o persoană este capabilă să și-o reamintească. Un grafic tipic al curbei uitării⁠(d) pretinde să arate că oamenii tind să își înjumătățească memoria cunoștințelor nou învățate în câteva zile sau săptămâni, cu excepția cazului în care revizuiesc în mod conștient materialul învățat.
Curba uitării susține unul dintre cele șapte tipuri de eșecuri ale memoriei: tranzitivitatea, care este procesul de uitare care apare odată cu trecerea timpului.

## Istorie

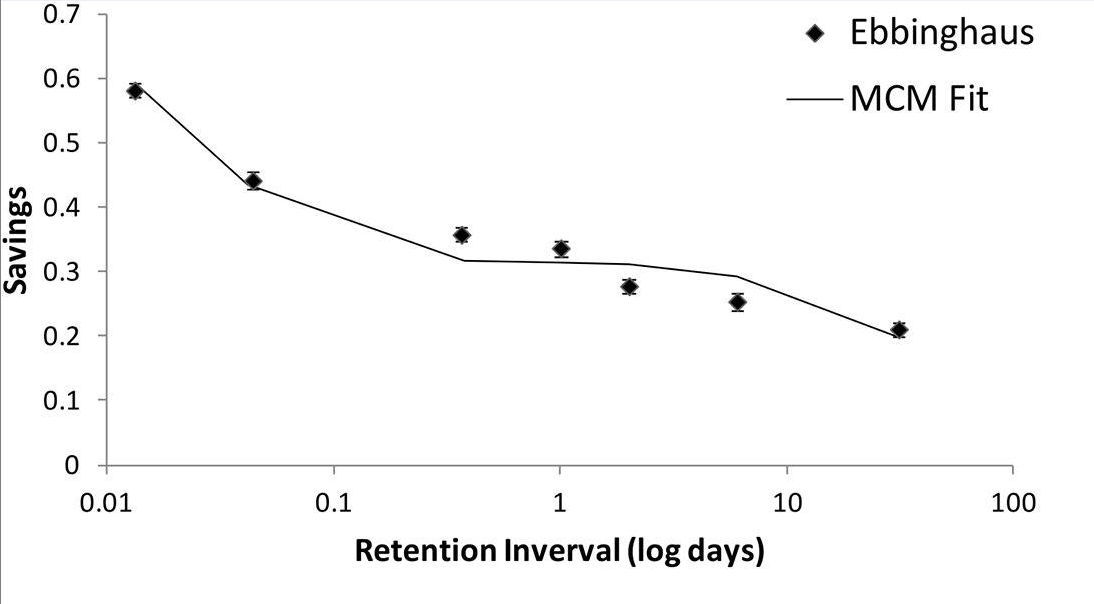
Curba uitării, cu date originale de la Ebbinghaus

Din 1880 până în 1885, Hermann Ebbinghaus a efectuat un studiu limitat și incomplet asupra sa și și-a publicat ipoteza în 1885 sub titlul Über das Gedächtnis (tradus ulterior în engleză ca Memory: A Contribution to Experimental Psychology). Ebbinghaus a studiat memorarea silabelor fără sens, precum „WID” și „ZOF” (CVC sau Consonant-Vowel-Consonant), testându-se în mod repetat după diferite perioade de timp și înregistrând rezultatele. El a trasat aceste rezultate pe un grafic, creând ceea ce este cunoscut în prezent sub numele de „curba uitării”. Ebbinghaus a studiat rata uitării, dar nu și efectul repetării distanțate⁠(d) asupra creșterii capacității de recuperare a memoriei.
Publicația lui Ebbinghaus includea, de asemenea, o ecuație de aproximare a curbei sale de uitare:
{\displaystyle b={\frac {100k}{(\log(t))^{c}+k}}}
Aici, {\displaystyle b} reprezintă „Economiile” exprimate ca procent, iar {\displaystyle t} reprezintă timpul în minute, numărând de la un minut înainte de sfârșitul învățării. Constantele c și k sunt 1,25 și, respectiv, 1,84. Economiile sunt definite ca fiind cantitatea relativă de timp economisită la a doua încercare de învățare ca urmare a faptului că a avut-o pe prima. O economie de 100% ar indica faptul că toate elementele au fost cunoscute încă de la prima încercare. O economie de 75 % ar însemna că reaprinderea elementelor ratate a necesitat 25 % din durata sesiunii inițiale de învățare (pentru a învăța toate elementele). „Economiile” sunt, astfel, analoge ratei de retenție.
În 2015, o încercare de a reproduce curba uitării cu un singur subiect de studiu a arătat rezultate experimentale similare cu datele originale ale lui Ebbinghaus.
Experimentul lui Ebbinghaus a contribuit semnificativ la psihologia experimentală. El a fost primul care a efectuat o serie de experimente bine concepute pe tema uitării și a fost unul dintre primii care a ales stimuli artificiali în cercetarea psihologiei experimentale. De la introducerea de către acesta a silabelor fără sens, un număr mare de experimente din psihologia experimentală s-au bazat pe stimuli artificiali foarte bine controlați.

## Creșterea ratei de învățare
Hermann Ebbinghaus a emis ipoteza că viteza de uitare depinde de o serie de factori precum dificultatea materialului învățat (de exemplu, cât de semnificativ este), reprezentarea acestuia și alți factori fiziologici precum stresul și somnul. El a emis, de asemenea, ipoteza că rata de bază a uitării diferă puțin între indivizi. El a concluzionat că diferența de performanță poate fi explicată prin abilitățile de reprezentare mnemonică.
El a continuat cu ipoteza că pregătirea de bază în tehnici mnemotehnice poate ajuta la depășirea acestor diferențe în parte. El a afirmat că cele mai bune metode pentru creșterea puterii memoriei sunt:
1. o mai bună reprezentare a memoriei (de exemplu, cu ajutorul tehnicilor mnemonice)
2. repetarea bazată pe reamintirea activă⁠(d) (în special repetarea distanțată⁠(d)).

Curba de uitare cu repetare distanțată

Premisa sa a fost că fiecare repetiție în procesul de învățare mărește intervalul optim până când este necesară următoarea repetiție (pentru o retenție aproape perfectă, este posibil ca repetițiile inițiale să fie făcute în câteva zile, dar mai târziu pot fi făcute după ani). El a descoperit că informațiile sunt mai ușor de reamintit atunci când sunt construite pe baza lucrurilor pe care le știi deja, iar curba uitării a fost aplatizată de fiecare repetiție. Se părea că, prin aplicarea unor antrenamente frecvente în învățare, informațiile erau solidificate prin reamintire repetată.
Cercetările ulterioare au sugerat, de asemenea, că, în afară de cei doi factori propuși de Ebbinghaus, o învățare originală mai înaltă ar produce, de asemenea, o uitare mai lentă. Cu cât au fost învățate inițial mai multe informații, cu atât rata de uitare ar fi mai lentă.
Acordarea de timp în fiecare zi pentru reamintirea informațiilor va reduce considerabil efectele curbei uitării. Unii consultanți în învățare susțin că revederea materialului în primele 24 de ore de la învățarea informațiilor este momentul optim pentru reamintirea activă a conținutului și resetarea curbei uitării. Dovezile sugerează că așteptarea a 10-20% din timp până când informațiile vor fi necesare este momentul optim pentru o singură revizuire.
Unele amintiri nu sunt afectate de efectele dăunătoare ale interferențelor și nu urmează neapărat curba tipică a uitării, deoarece diverse zgomote și factori externi influențează informațiile care ar putea fi reținute. Există dezbateri între susținătorii ipotezei cu privire la forma curbei pentru evenimentele și faptele care sunt mai semnificative pentru subiect. Unii susținători, de exemplu, sugerează că amintirile unor evenimente șocante, cum ar fi asasinarea lui Kennedy sau 11 septembrie 2001, sunt puternic imprimate în memorie (flash-bulb memory⁠(d)). Alții au comparat amintiri scrise contemporane cu amintiri înregistrate ani mai târziu și au constatat variații considerabile, deoarece memoria subiectului încorporează informații dobândite ulterior. Există cercetări considerabile în acest domeniu în ceea ce privește mărturia de identificare a martorilor oculari⁠(d), iar relatările martorilor oculari sunt considerate în mod demonstrabil nesigure.

## Ecuații
Multe ecuații au fost propuse de atunci pentru a aproxima uitarea, probabil cea mai simplă fiind o curbă exponențială descrisă de ecuația
{\displaystyle R=e^{-{\frac {t}{S}}},}
unde {\displaystyle R} este capacitatea de recuperare (o măsură a ușurinței cu care este recuperată o informație din memorie), {\displaystyle S} este stabilitatea memoriei (determină cât de repede {\displaystyle R} scade în timp în absența instruirii, testării sau a altei reamintiri), și {\displaystyle t} este timpul.
Ecuațiile simple, cum ar fi aceasta, nu s-au dovedit a oferi o potrivire bună pentru datele disponibile.